# August Charlès

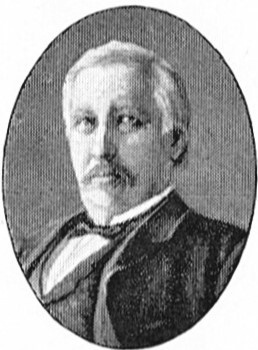
August Charlès.

Pehr Johan August Charlès, född 17 oktober 1832 i Stockholm, död 21 augusti 1920 i Borås, var en svensk läkare och kommunalpolitiker. Han var far till Ada Damm.
Charlès blev student vid Uppsala universitet 1852, medicine kandidat 1863 och medicine licentiat 1866. Han var distriktsläkare i Dannemora distrikt 1866–1868, provinsialläkare i Jörlanda distrikt 1868–1876 och i Borås distrikt 1876–1893. 
Han var inspektor för Borås allmänna läroverk från 1879 och ordförande i styrelsen för Tekniska elementarskolan i Borås från samma år. Han var vice ordförande i skolrådet, huvudman i Borås sparbank, ledamot av och sedan ordförande i drätselkammaren till 1896, ledamot av hälsovårdsnämnden, tillhörde stadsfullmäktige 1883–1916, därunder vice ordförande till 1897, blev ledamot av Älvsborgs läns landsting 1885, blev ordförande i landstingets undervisningsutskott 1890 och utsågs av detsamma till ledamot i styrelsen för länets dövstumundervisning 1889. Han blev 1897 ordförande i byggnadsstyrelsen för uppförande av nytt allmänt läroverk, 1898 ordförande i styrelsen för kemiska stationen i Borås och 1891 ledamot av styrelsen för skolhemmet för blinda dövstumma i Vänersborg. Samma år blev han vice ordförande i styrelsen för Johannesbergs idiotanstalt och inspektor för skolan för handslöjd i Borås, 1902 ordförande i kommittén för utredning av frågan om en lungsotasyl i Borås, 1904 ordförande i styrelsen för fjärde dövstumdistriktet, 1908 ordförande i kommittén för anordnande av skyddshem i Älvsborgs län, samma år ordförande i realskolekommittén, 1911 ordförande i kommittén för om- och tillbyggnad av läroverket och flickskolan samt 1912 ordförande i lokalavdelningen av Svenska Röda korset i Borås. Som en hyllning till Charlès avtäcktes 1911 en oljemålning av honom i allmänna läroverkets högtidssal.